# Parque Levandivsky

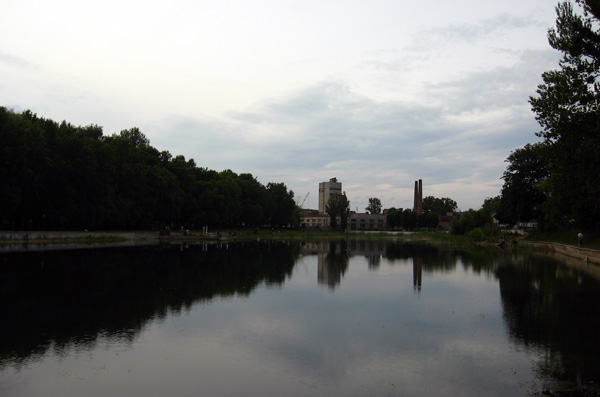
Lago del parque Levandivsky.

Parque Levandivsky (en ucraniano: Левандівський парк) —es un parque ubicado en Leópolis, Ucrania, representativo de la década de 1960, originalmente se llamaba parque Zhovtnevy (es decir, "de Octubre", referida a la Revolución de Octubre), cambiando al nombre actual en la década de 1990. Se encuentra en el microdistrito de Levandovka, en el Raión de Zaliznychny (Залізничний район) de Leópolis. La dirección del parque es la calle Povitryanaya. La extensión del parque es de 3.7 hectáreas, y del espejo de agua de 1,9 hectáreas.